# Toro Rosso STR9
Der Toro Rosso STR9 war der neunte Formel-1-Rennwagen der Scuderia Toro Rosso. Er wurde in der Formel-1-Saison 2014 eingesetzt. Am 27. Januar 2014 wurde er auf dem Circuito de Jerez der Öffentlichkeit vorgestellt.

## Technik und Entwicklung
Der STR9 war das Nachfolgemodell des STR8, wobei sich das Fahrzeug aufgrund von Regeländerungen für die Formel-1-Saison 2014 optisch wie auch technisch deutlich vom Vorgängermodell unterschied. Vom Vorgängerfahrzeug wurde lediglich die Pedalerie übernommen, alle anderen Teile waren neu.
Bedingt durch die Regeländerungen zur Saison 2014 waren die Nase des Fahrzeugs deutlich niedriger als beim Fahrzeug des Vorjahres. Im Vergleich zu anderen Fahrzeugen der Saison 2014 verfügte der STR9 über eine relativ hohe Frontpartie, dazu über eine Nase, die weit nach vorne über den Frontflügel herausragte. Diese verjüngte sich auf Höhe des Flügels sehr stark, ähnlich wie beim Sauber C33.
Im Gegensatz zu allen anderen 2014er Fahrzeugen war beim STR9 keine Strebe in der Mitte des Heckflügels vorhanden, die das Hauptelement abstützte, sondern das obere Flügelprofil wurde alleine von den Endplatten getragen.
Toro Rosso wechselte zur Saison 2014 den Motorenhersteller. Nach sieben Jahren Zusammenarbeit mit Ferrari lieferte, genau wie beim Schwester-Rennstall Red Bull Racing, Renault die Triebwerke. Angetrieben wurde der STR9 vom neuentwickelten Renault Energy F1 2014, einem 1,6-Liter-V6-Motor mit einem Turbolader. Reglementbedingt gab es nur noch ein zentrales Auspuffrohr, das oberhalb des Rücklichtes lag. Das ERS stammte ebenfalls von Renault, das Innenleben des Achtganggetriebes kam von Red Bull Racing.

## Lackierung und Sponsoring
Der Toro Rosso STR9 ist in dunkelblauer Grundfarbe lackiert. Bedingt durch die Sponsorenlogos von Cepsa und Red Bull besitzt der Wagen rote Farbakzente. Cepsa wirbt auf dem Heckflügel, Red Bull auf der Motorabdeckung und den Seitenkästen. Weitere Großsponsoren sind NOVA Chemicals und Sapinda Holding.

## Fahrer
Toro Rosso bestritt die Saison 2014 mit dem Fahrerduo Jean-Éric Vergne und Daniil Kwjat. Vergne bestritt seine dritte Saison für das Team. Kwjat gewann im Vorjahr die GP3-Serie und ersetzte Daniel Ricciardo, der zum Schwester-Rennstall Red Bull Racing wechselte.

## Ergebnisse
| Fahrer               | Nr.                  | 1 | 2   | 3   | 4  | 5   | 6   | 7   | 8   | 9  | 10  | 11 | 12 | 13 | 14 | 15 | 16 | 17 | 18 | 19  | Punkte | Rang |
| -------------------- | -------------------- | - | --- | --- | -- | --- | --- | --- | --- | -- | --- | -- | -- | -- | -- | -- | -- | -- | -- | --- | ------ | ---- |
| Formel-1-Saison 2014 | Formel-1-Saison 2014 |   |     |     |    |     |     |     |     |    |     |    |    |    |    |    |    |    |    |     | 30     | 7.   |
| J. Vergne            | 25                   | 8 | DNF | DNF | 12 | DNF | DNF | 8   | DNF | 10 | 13  | 9  | 11 | 13 | 6  | 9  | 13 | 10 | 13 | 12  | 30     | 7.   |
| D. Kwjat             | 26                   | 9 | 10  | 11  | 10 | 14  | DNF | DNF | DNF | 9  | DNF | 14 | 9  | 11 | 14 | 11 | 14 | 15 | 11 | DNF | 30     | 7.   |
| M. Verstappen        | 38                   |   |     |     |    |     |     |     |     |    |     |    |    |    |    | PO |    | PO | PO |     | 30     | 7.   |

| Legende  | Legende            | Legende                                                          |
| Farbe    | Abkürzung          | Bedeutung                                                        |
| -------- | ------------------ | ---------------------------------------------------------------- |
| Gold     | –                  | Sieg                                                             |
| Silber   | –                  | 2. Platz                                                         |
| Bronze   | –                  | 3. Platz                                                         |
| Grün     | –                  | Platzierung in den Punkten                                       |
| Blau     | –                  | Klassifiziert außerhalb der Punkteränge                          |
| Violett  | DNF                | Rennen nicht beendet (did not finish)                            |
| Violett  | NC                 | nicht klassifiziert (not classified)                             |
| Rot      | DNQ                | nicht qualifiziert (did not qualify)                             |
| Rot      | DNPQ               | in Vorqualifikation gescheitert (did not pre-qualify)            |
| Schwarz  | DSQ                | disqualifiziert (disqualified)                                   |
| Weiß     | DNS                | nicht am Start (did not start)                                   |
| Weiß     | WD                 | zurückgezogen (withdrawn)                                        |
| Hellblau | PO                 | nur am Training teilgenommen (practiced only)                    |
| Hellblau | TD                 | Freitags-Testfahrer (test driver)                                |
| ohne     | DNP                | nicht am Training teilgenommen (did not practice)                |
| ohne     | INJ                | verletzt oder krank (injured)                                    |
| ohne     | EX                 | ausgeschlossen (excluded)                                        |
| ohne     | DNA                | nicht erschienen (did not arrive)                                |
| ohne     | C                  | Rennen abgesagt (cancelled)                                      |
| ohne     | keine WM-Teilnahme |                                                                  |
| sonstige | P/fett             | Pole-Position                                                    |
| sonstige | 1/2/3/4/5/6/7/8    | Punktplatzierung im Sprint-/Qualifikationsrennen                 |
| sonstige | SR/kursiv          | Schnellste Rennrunde                                             |
| sonstige | *                  | nicht im Ziel, aufgrund der zurückgelegten Distanz aber gewertet |
| sonstige | ()                 | Streichresultate                                                 |
| sonstige | unterstrichen      | Führender in der Gesamtwertung                                   |